# Savalan Wine Factory
Savalan Wine Factory is een van de grootste wijnproducenten in de Zuidelijke Kaukasus. Het is gevestigd in het district Gabala van de Republiek Azerbeidzjan.

## Geschiedenis
De Savalan Wijnfabriek werd in december 2006 opgericht in het district Gabala van de Republiek Azerbeidzjan onder de merknaam “ASPI Winery” door “ASPI AGRO” LLC. De belangrijkste activiteit van het bedrijf is de druiventeelt en de productie van hoogwaardige wijnen.

## Producten
Op de wijngaarden van het bedrijf, gelegen in het district Gabala, worden 21 technische druivenrassen verbouwd (“Chardonnay”, “Pinot Noir”, “Cabernet Sauvignon”, “Merlot”, “Grenache”, “Cabernet Franc”, “Syrah”, “Alicante Bouschet”, “Riesling”, “Viognier”, “Rebo”, “Arinarnoa”, “Verdejo”, “Marselan”, “Petit Verdot”, “Muscat Blanc”, “Montepulciano Aglianico”, “Traminer”, “Mourvèdre” en “French Colombard”) en 14 tafeldruivenrassen (“Italia”, “Michele-Polleri”, “Crimson”, “Regina”, “Sultanina”, “Prima Cardinal”, “Victoria”, “Matilde”, “Muscat”, “Gambruski”, “Black Magic”, “Alphonse”, “Centennial” en “Danlas”).

## Guinness Wereldrecords
Op 18 december 2024 werd het wijnvat van de “SAVALAN – ASPI Winery” opgenomen in het Guinness Book of World Records als het “Grootste Houten Wijnvat ter Wereld.” De bouw van dit unieke vat duurde bijna vijf jaar. Meer dan vijftig hooggekwalificeerde kuipers droegen bij aan het ontwerp en de productie van dit opmerkelijke technische project. Vanwege de grootte konden standaard geautomatiseerde productielijnen niet worden gebruikt, en alle onderdelen van het vat werden met de hand vervaardigd. In juni 2024 werd het vat geïnstalleerd op het terrein van het nieuw gebouwde museumcomplex van de wijnmakerij.